# 2003년 상무 피닉스 야구단 시즌
2003년 상무 피닉스 야구단 시즌은 상무 피닉스 야구단이 KBO 퓨처스리그에 참가한 3번째 시즌이다. 김정택 감독이 팀을 이끌었다. 팀은 북부리그 5팀 중 2위를 차지했으며, 전체 9팀 중 승률 3위를 기록했다.

## 타이틀
- 북부리그 평균자책점: 김재현 (2.11)
- 북부리그 완투: 장재혁, 곽지호 (1)
- 북부리그 최소 실점: 김재현 (20)
- 북부리그 최소 자책점: 김재현 (17)
- 북부리그 최소 피홈런: 김재현, 장인규 (2)
- 북부리그 출장(타자): 최길성, 장일현 (64)
- 타율: 최길성 (0.354)
- 안타: 최길성 (81)
- 1루타: 최길성 (59)
- 2루타: 신주일 (25)
- 북부리그 3루타: 정원석 (4)
- 북부리그 홈런: 장일현 (10)
- 북부리그 타점: 최길성 (42)
- 최소 삼진: 장일현 (16)

## 선수단
- 투수 : 손용수, 김재현, 조형식, 박재형, 장인규, 장재혁, 곽지호, 김병준, 유왕식, 여승현, 박효순, 최경훈, 김채헌, 조원봉
- 야수 : 장일현, 최길성, 조동화, 신주일, 한규식, 이상현, 정원석, 장교성, 박재상, 신경현, 오윤, 이성우, 윤원태, 박종윤, 황순태, 오세학, 김창훈, 구민호, 김경진, 손인호

## 같이 보기
- 2004년 상무 피닉스 야구단 시즌